# Lélex
Lélex är en kommun i departementet Ain i regionen Auvergne-Rhône-Alpes i östra Frankrike. Kommunen ligger  i kantonen  Gex som ligger i arrondissementet Gex. Kommunens areal är 17,63 km². År 2022 hade Lélex 236 invånare.

## Befolkningsutveckling
Antalet invånare i kommunen Lélex
Referens: INSEE